# چلنجر تراکتور
چلنجر تراکتور (انگلیسی: Challenger Tractor) شرکت ماشین‌آلات کشاورزی آمریکایی است، که در سال ۱۹۸۶ تأسیس شد. دفتر مرکزی و کارخانجات شرکت چلنجر در شهر جکسون، مینه‌سوتا مستقر می‌باشند.